# Gynoplistia parajucunda
Gynoplistia parajucunda är en tvåvingeart som beskrevs av Alexander 1960. Gynoplistia parajucunda ingår i släktet Gynoplistia och familjen småharkrankar. Inga underarter finns listade i Catalogue of Life.